# Tổng tuyển cử Campuchia 2013
Cuộc tổng tuyển cử được tổ chức tại Campuchia vào ngày 28 tháng 7 năm 2013.. Ủy ban Bầu cử Quốc gia (NEC) công bố rằng có 9.670.000 công dân Campuchia có đủ tư cách bỏ phiếu bầu đại biểu Quốc hội 123 đại biểu. Thủ tướng đương nhiệm Campuchia Hun Sen có đủ điều kiện để tìm kiếm một nhiệm kỳ thứ tư. Các điểm bỏ phiếu mở cửa 07:00 và đóng cửa vào lúc 03:00. Bộ trưởng Bộ Thông tin Campuchia, Khieu Kanharith đã công bố trong kết quả sơ bộ cho thấy Đảng Nhân dân Campuchia giành được 68 ghế và đảng đối lập, đảng Cứu nguy dân tộc Campuchia giành được 55 ghế.
Tuy nhiên, đảng Cứu nguy dân tộc Campuchia không chấp nhận kết quả này." và cho rằng đã có gian lận nghiêm trọng trong việc kiểm phiếu và khẳng định Đảng Cứu nguy dân tộc Campuchia mới là đảng giành chiến thắng với 63 trong 123 ghế trong Quốc hội, so với 60 ghế của Đảng Nhân dân Campuchia. FUNCINPEC cũng cho rằng cuộc bầu cử có gian lận nghiêm trọng và yêu cầu tiến hành điều tra.
Tổ chức phi chính phủ quốc tế Human Rights Watch (HRW) ban hành một tuyên bố rằng cho rằng "đảng Nhân dân Campuchia cầm quyền (CPP) dường như đã dính líu vào gian lận bầu cử" và kêu gọi một "ủy ban độc lập" điều tra "các cáo buộc về gian lận bầu cử và những vi phạm khác, trong đó có thiên vị trong bộ máy bầu cử". Brad Adams, giám đốc châu Á của HRW, nói thêm rằng một số các gian lận bao gồm "các quan chức cấp cao của đảng cầm quyền dường như đã tham gia ban hành văn bản bầu cử giả và gian lận đăng ký cử tri ở nhiều tỉnh".
Chính phủ Campuchia từ chối các lời kêu gọi của các tổ chức quốc tế về việc xem xét lại tiến trình bầu cử một cách độc lập, và Ủy ban Bầu cử Quốc gia (NEC) công bố kết quả chính thức sẽ được công bố vào giữa tháng Tám.

## Bối cảnh
Cuộc bầu cử quốc hội trước đó trong năm 2008, Đảng nhân dân Campuchia đã giành chiến thắng và họ đã có thể đảm bảo một đa số tuyệt đối trong Quốc hội với 90 trong số 123 ghế. Mặc dù chiến thắng đa số nghị viện, CPP đã phải lựa chọn thành một liên minh với bảo hoàng FUNCINPEC. Các đảng đối lập Sam Rainsy và đảng Nhân quyền đã giành tổng cộng 29 ghế. Trong năm 2012, hai đảng sau đã sáp nhập để thành Campuchia Đảng Cứu Quốc. Tuy nhiên, lãnh đạo đảng Sam Rainsy đã bị cấm chạy đua làm ứng cử viên bởi vì ông đã không đăng ký bỏ phiếu. Danh sách cử tri đã được hoàn tất vào ngày 31 tháng 12 năm 2012, lúc đó Sam Rainsy đang sống ở nước ngoài sau khi bị kết án gây tranh cãi trong năm 2010 với tội danh về một loạt tội hình sự như nhổ cột mốc trên biên giới Campuchia/Việt Nam, ngụy tạo tài liệu và giả mạo thông tin. Sam Rainsy trở lại Campuchia trong tháng 7 năm 2013 sau khi ông nhận được Quốc vương Norodom Sihamoni ân xá, nhưng Rainsy không thể đăng ký vào danh sách cử tri và không đủ điều kiện ứng cử trong cuộc bầu cử.